# Sur sulfatjord

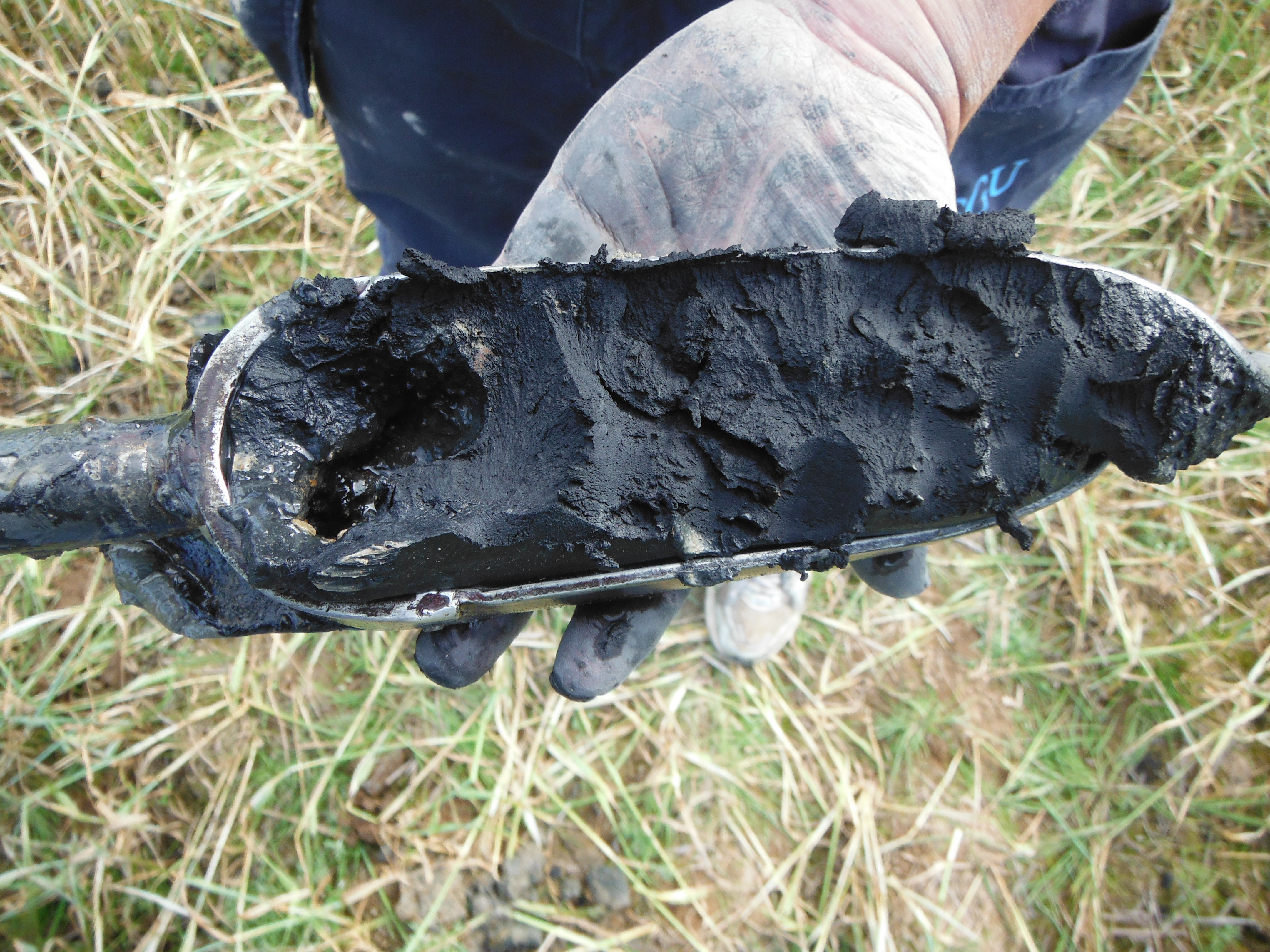
En potentiell sur sulfatjord är nära pH-neutral och är ofta homogen svart eller mörkgrå.

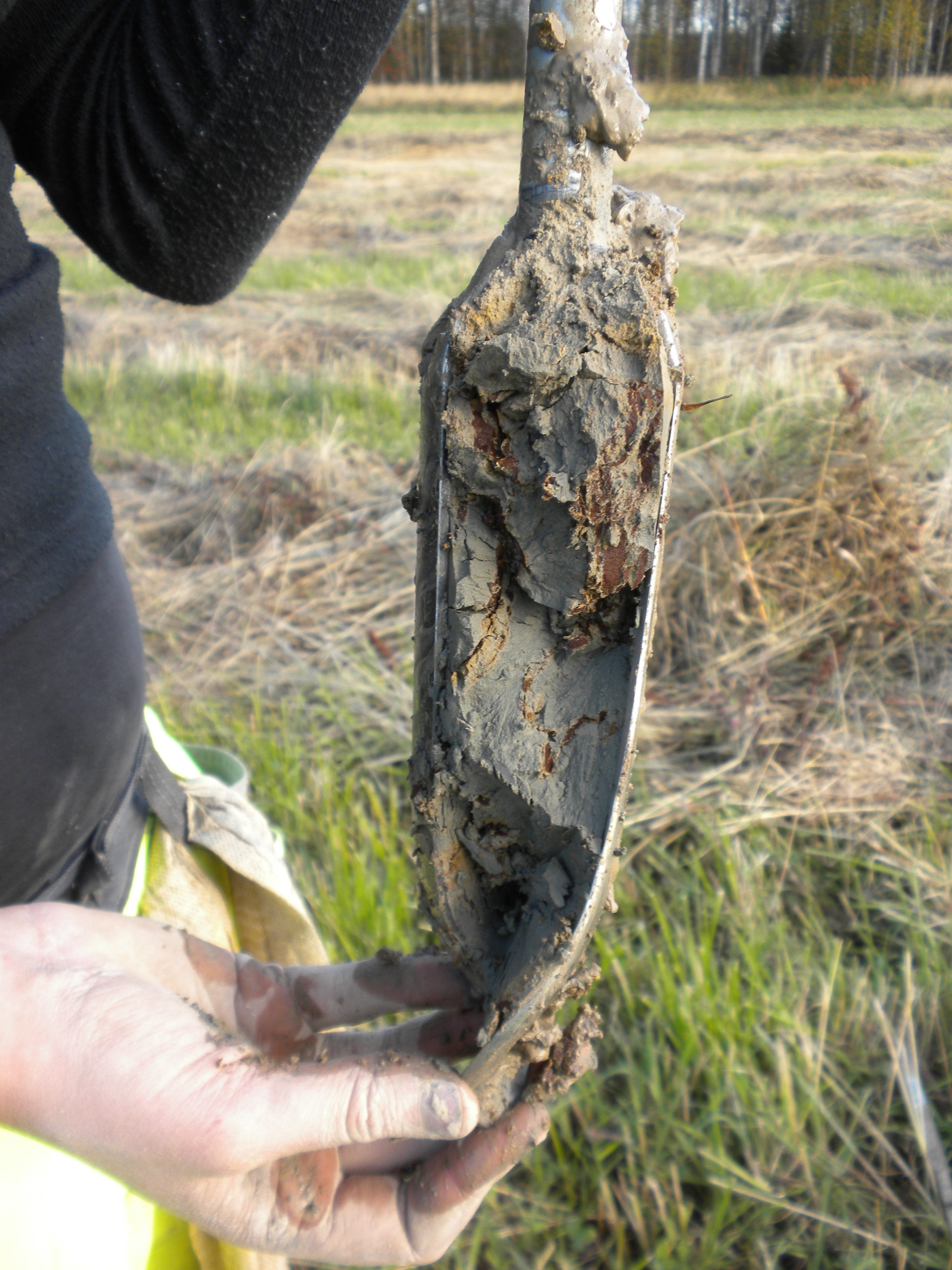
En faktisk eller aktiv sur sulfatjord är en jord som kommit i kontakt med syre och blivit kraftigt försurad (pH <4,0). Den kan vara ofärgad, ofta med inslag av järnfällningar.

Sur sulfatjord syftar på flera typer av svavelhaltig sedimentjord som kan orsaka försurningsproblem vid oxidation i kontakt med syre. Försurningen, som orsakas av svavelsyra (H2S04), bidrar till att lösa upp och laka ur ämnen i jorden som annars skulle varit kemiskt bundna till jordartens mineral.

## Processer
Potentiellt sur sulfatjord bildas genom en naturlig process i grunda och syrefattiga bottensediment i brack- och havsvatten. Efter att den senaste inlandsisen drog sig tillbaka från nuvarande Bottenviken för cirka 10 000 år sedan täcktes nordliga kustområden under en period av det så kallade Littorinahavet. Där bildades syrefattiga sediment och syrefria bottnar vid avsättning av organiskt material, till exempel döda plankton och alger. Detta ledde till att järn tillsammans med svavel (sulfider) bildade så kallade järnsulfidmineral som lagrades i bottensedimenten. Processen styrs av mikrober som producerar sulfider under syrefria förhållanden där det finns tillgång till organiskt material som energikälla, samt sulfater (SO4-2) och järn (Fe3+ / Fe2+) för reduktion. På grund av landhöjningen ligger nu stora områden med dessa sediment ovan havsnivå, men utfällningarna av järn och svavel har bevarats i reducerade sediment.
Pyrit, svavelkis, (FeS2) är ett av de vanligast förekommande svavelhaltiga mineral som återfinns i sulfidjordar och potentiella sura sulfatjordar, men även monosulfider som greigit och mackinavit förekommer. Vid syresättning oxiderar dessa mineral vilket leder till lägre pH till följd av frigjorda vätejoner. Utöver de här postglaciala avlagringarna finns en annan potentiellt försurande mineraltyp det vill säga berggrundens prekambriska grafit- och sulfidhaltiga svartskiffrar som ursprungligen bildats av anaeroba gyttjehaltiga lersediment på havsbottnar.

### Oxidation
Eftersom sulfidhaltiga sediment, efter en sänkning av grundvattennivån kommer i kontakt med luftens syre, oxideras sulfiderna och efter komplicerade kemiska reaktioner bildas slutprodukterna svavelsyra (H2S04) och ferrihydroxid (Fe(OH)3. När järn och svavel oxiderar kan pH-värdet i jorden sjunka till 3,5-4.
Reaktionen för sulfidoxidation:
1. {\displaystyle {\ce {4FeS + 9O2 + 10H2O -> 4Fe(OH)3 + 4H2SO4}}}
2. {\displaystyle {\ce {4FeS2 +15O2 + 14H2O -> 4Fe(OH)3 + 8H2SO4}}}

Sulfidbildning under reducerande förhållanden:
1. {\displaystyle {\ce {SO4 + bakt. + org. material -> H2S}}}
2. {\displaystyle {\ce {H2S + (oxidationsprodukter) + Fe -> FeS + FeS2}}}

### Sulfidhaltiga skikt
Sur sulfatjord innehåller – eller har innehållit – sulfidhaltiga skikt. I naturligt, ostört tillstånd är den här jordtypen vattenmättad och de sulfidhaltiga skiktens pH-värde (surhetsgrad) så gott som neutralt. I naturtillstånd benämns de här ostörda skikten potentiellt sur sulfatjord. Då de här skikten oxiderats, som följd av exempelvis dikning, övergår sulfidsvavlet till svavelsyreform (sulfat), som medför en kraftig försurning och urlakning av metaller ur sulfatjordsskiktet. I det här fallet talar vi om aktiv sur sulfatjord. Under de oxiderade markskikten kan det fortfarande finnas neutrala opåverkade sulfidhaltiga markskikt.
Ett sulfidhaltigt markskikt är ett sediment eller markskikt som innehåller påfallande stora mängder sulfidmineraler, en sulfidhalt på ≥0,01%.
Om sulfidhalten inte analyserats, kan sulfidskikt bestämmas med:
1. totalsvavelhalt på ≥0,01% och
2. med upprepade analyser med pH-bestämningar av markprover som fått stå i kontakt med luftens syre (inkubation). Om pH-värdet sjunker till <4,0 efter en inkubationsperiod på flera veckor, klassificeras marken som potentiellt sur sulfatjord.

Ett typiskt sulfidhaltigt markskikt består av fina, sorterade jordarter eller gyttja, med totala svavelhalter som är större än 0,2%. Dessutom kan även markskikt med grövre textur alstra försurning efter oxidation om deras totalsvavelhalt överstiger 0,01%.
I jordmånsprofiler på åkermark kan man urskilja ett tydligt oxidationsskikt färgad av roströda järnutfällningar ovanför grundvattenytan och lägre ner, under grundvattennivån, ett opåverkat mörkgrått sulfidskikt. Längs Bottniska vikens kustland kan de också identifieras genom deras karakteristiska lukt, som yppar sig som en tydlig lukt av svavelväte.
I skogsdikningsområden påträffas aktiv sur sulfatjord med dess kännspaka röda eller bruna utfällningar mest under gamla dikesbottnar eller i dikesslänter och dikesrenar det vill säga där dräneringseffekten har varit störst.

## Förekomst och riskområden

I norden förekommer sura sulfatjordar nedanför forna Littorinahavets strandlinje.

Sura sulfatjordar berör omkring två miljarder människor i främst kustområden runt om i världen. Den globala ytan sulfatjord är i storleksordningen 24-30 miljoner hektar. Den största andelen sulfidrika sediment påträffas vid låglänta tidvattenskuster i tropiska och subtropiska havs- och brackvattenområden, som Mekongflodens mynning i Vietnam och kustområdena på Sumatra och Kalimantan (Borneo). Liknande formationer påträffas i Europa vid exempelvis Rhens mynning i Nederländerna och i våtmarker i norra Tyskland. I Finland och Sverige finns de sura sulfatjordarna längs landhöjningskusten runtom den Bottniska viken nedanför det forna Litorinahavets översta strandlinje. Riskområdet för potentiella sulfatjordar i Finland förekommer främst från Uleåborgstrakten ner till söder om Vasa. I Sverige ligger riskområden i Norr- och Västerbotten. Uppskattningsvis finns minst 140 000 hektar odlad sur sulfatjord i Sverige och upp till cirka 340 000 hektar odlad sur sulfatjord i Finland.
Inom jordbruket i västra Finland har de sura sulfatjordarna varit kända länge. Förekomsten av sura sulfatjordar i skogen och effekten av skogsbruk på sur sulfatjord är mindre kända. En stor del av åkermarkerna med sulfatjordar har varit uppodlade i till och med över hundra år. Under den tidsperioden har en stor del av de sulfider som funnits i det genomluftade markskiktet hunnit oxidera och den försurning som uppkommit och de metaller som urlakats har runnit ut i vattendragen. I torvmarksskogarna är situationen en helt annan. Sulfidsedimenten i mineraljorden under torvlagret är ännu till största delen ostörda. Försurningspotentialen i den här typen av jordar är mycket stor.

## Miljöeffekter
Ostörda, potentiellt sura sulfatjordar i naturtillstånd orsakar inte skador på miljön eftersom de sulfidhaltiga sedimenten vid de låglänta kustområdena är vattenmättade och oftast ligger under sjöbottnar och torv. Markanvändningen har en avgörande betydelse för sulfatjordarnas påverkan på vattenmiljöerna. Några exempel är dikning och muddring, täktning av matjord, samt schaktning och masshantering vid större infrastrukturprojekt och liknande. Dessa åtgärder sänker grundvattennivån och leder till försurning av de sulfidhaltiga markskikten, som i sin tur leder till skadliga försurande utsläpp och urlakning av metaller i vattendragen. 
Nederbörd som följer på en torrperiod urlakar snabbt svavelsyra och metaller från oxiderad sulfatjord ut i diken och vidare ut i vattendrag med allvarliga vattenkemiska och ekologiska konsekvenser. Enligt en uppskattning är metallurlakningen (Al, Cd, Co, Mn, Ni, och Zn) från de sura sulfatjordarna mellan 10 och 1000 gånger högre än sammantaget från de finländska industrierna. Förutom de allvarliga skador som åsamkas rinnande vattendrag orsakar sura sulfatjordar skador också i små vattenområden: i uppdämda havsvikar, flador och glosjöar. Endast få vattenorganismer kan existera och föröka sig i surt, metallhaltigt vatten, följaktligen sker en drastisk nedgång i de akvatiska ekosystemens mångfald. En kritisk gräns för vattenorganismerna anses allmänt ligga vid pH-värdet 5,5.

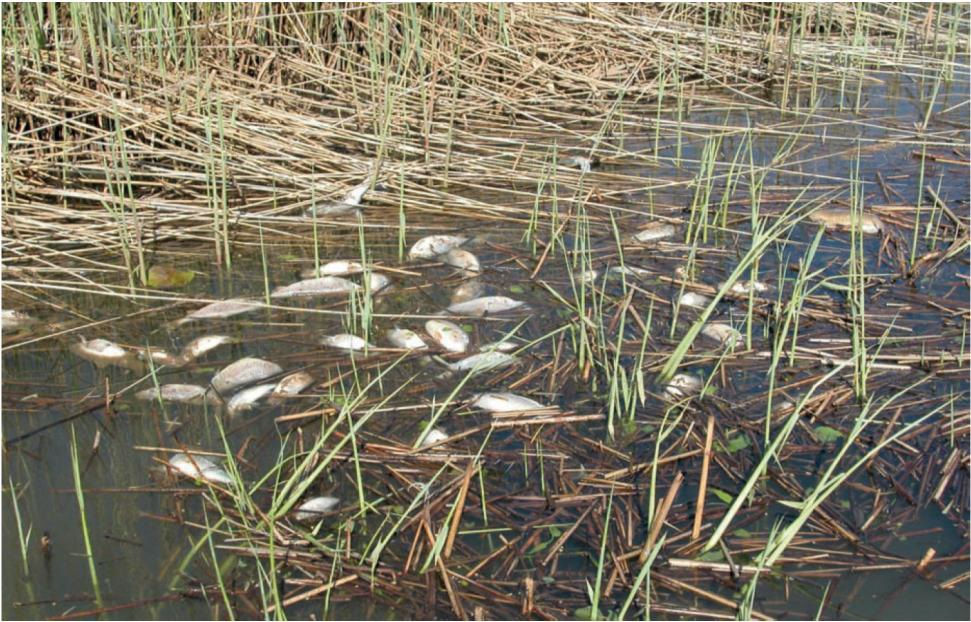
Fiskdöd orsakad av sura sulfatjordar.

Det finns studier som indikerar att sura sulfatjordar eventuellt kan ge hälsoeffekter hos människan genom exempelvis metallupptag i gräs och vidare till mjölkprodukter. Samtidigt konstaterades att forskningen varken var entydig eller tillräckligt omfattande för att dra säkra slutsatser. Grundvatten kan också påverkas av sura sultatjordar men troligen är risken mindre att få i sig metaller via vattnet än via maten.

## Miljöåtgärder
Direkta miljöåtgärder är alla åtgärder som syftar till att hindra och minska den bildning av svavelsyra som sker i sulfatjorden. Dessa åtgärder kan delas in i fyra kategorier:
1. Förebygga oxidation
2. Förhindra oxidation genom att stabilisera eller höja grundvattennivån
3. Förhindra oxidation genom att hämna de bakterier som katalyserar sulfidoxidationen.
4. Förhindra oxidation genom att flytta den sura sulfatjorden till en syrefri miljö.

Indirekta åtgärder är alla åtgärder som utan att direkt påverka den sura källan ändå minskar de negativa effekterna för vattenlivet. Inom denna kategori ryms följande tre huvudtyper av åtgärder:
1. Kalkning av försurad jord eller försurat vatten.
2. Förbättring av avrinningsområdets naturliga buffertförmåga.
3. Förbättringar av ekosystemets robusthet/resiliens.

Exempel på metoder och åtgärder kan vara till exempel reglering av täckdikning, reglerad bevattning och återanvändning av dräneringsvatten vid jordbruk. Dessutom kan man undvika öka dräneringsdjupet med att odla växter som fordrar mindre dräneringsdjup. 
Markdränering är den viktigaste mänskliga verksamheten, som orsakar försurningsproblem i områden med sulfatjordar. Genom att ändra markanvändningen och tillhörande dräneringsmetod är det sannolikt möjligt att effektivt minska surhets- och metallbelastningen som sätter sig i rörelse frän sulfatjordarna.